# شتر جشمة (فراوان)
شتر جشمة (بالفارسية: شترچشمه) هي قرية تقع في إيران في قسم کهن أباد الريفي.